# هندرسون هیل
هندرسون هیل (به لاتین: Henderson Hill) یک منطقهٔ مسکونی در سنگاپور است که در منطقه مرکزی واقع شده‌است.